# Andarina
La andarina (nombres de código de desarrollo GTx-007, S-4 ) es un modulador selectivo del receptor de andrógenos (SARM) en investigación desarrollado por GTX, Inc para el tratamiento de afecciones como atrofia muscular , osteoporosis e hipertrofia benigna de próstata, utilizando el antiandrógeno no esteroideo bicalutamida como compuesto modelo.
La andarina es un agonista parcial activo por vía oral del receptor de andrógenos (AR). En ratas macho intactas, se demostró que 0,5 mg de andarina al día reducen el peso de la próstata al 79,4% y no aumentan significativamente el peso del músculo elevador del ano. En ratas macho castradas, esta dosis restauró solo el 32,5% del peso de la próstata, pero el 101% del peso del músculo elevador del ano Esto sugiere que la andarina puede bloquear competitivamente la unión de la dihidrotestosterona a sus receptores diana en la glándula prostática, pero sus acciones agonistas parciales en el receptor de andrógenos previene los efectos secundarios asociados con los antiandrógenos utilizados tradicionalmente para el tratamiento de la hiperplasia benigna de próstata.